# Parabopyrella elongata
Parabopyrella elongata är en kräftdjursart som först beskrevs av Sueo M. Shiino 1949.  Parabopyrella elongata ingår i släktet Parabopyrella och familjen Bopyridae. Inga underarter finns listade i Catalogue of Life.